# Supernatural (musikalbum)
Supernatural är ett musikalbum av Santana som lanserades i juni 1999. Albumet blev en mycket stor succé för Carlos Santana efter ett 1990-tal utan skivframgångar. Det var producenten Clive Davis som kom på idén att göra ett Santana-album där flera kända gästartister bjöds in. Bland andra så medverkar Wyclef Jean, Eric Clapton, Eagle-Eye Cherry, Rob Thomas och Lauryn Hill på skivan. Supernatural genererade två stora hitsinglar med låtarna "Smooth" och "Maria Maria" och tilldelades ett antal Grammys.

## Låtlista
1. "Da Le (Yaleo)" - 5:51
2. "Love of My Life" - 5:48
3. "Put Your Lights On" - 4:47
4. "Africa Bamba" - 4:40
5. "Smooth" - 4:56
6. "Do You Like the Way" - 5:52
7. "Maria, Maria" - 4:21
8. "Migra" - 5:24
9. "Corazon Espinado" - 4:32
10. "Wishing It Was" - 4:59
11. "El Farol" - 4:49
12. "Primavera" - 5:17
13. "The Calling" - 7:48

## Listplaceringar
- Billboard 200, USA: #1[2]
- UK Albums Chart, Storbritannien: #1[3]
- VG-lista, Norge: #1[4]
- Sverigetopplistan, Sverige: #1[5]